# Щитень

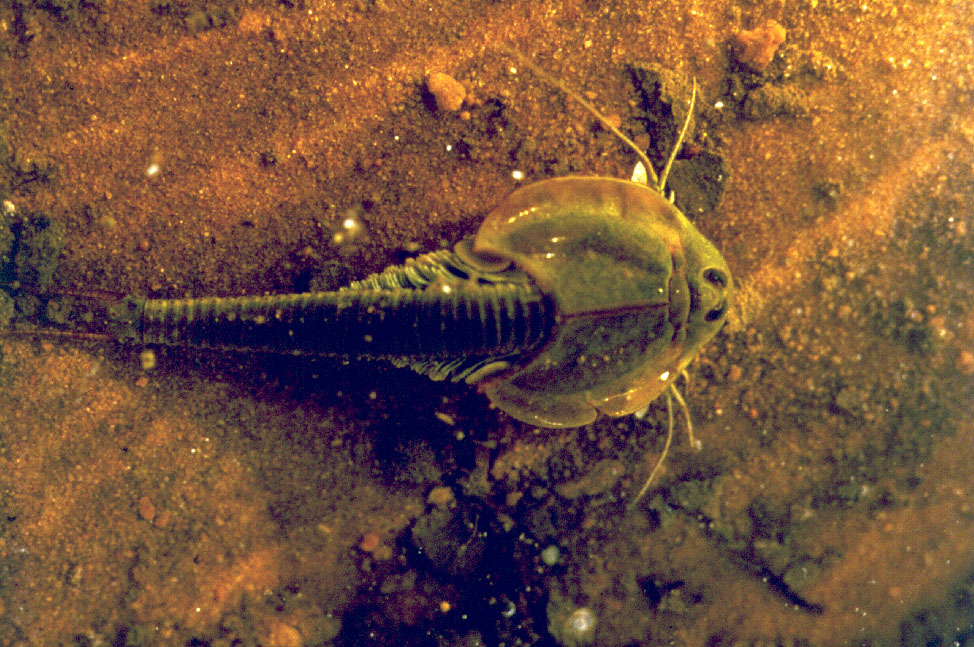

Щи́тні (Triops, у перекладі з латинської означає «триокий») — рід маленьких ракоподібних класу зяброногих (Branchiopoda). Іноді їх називають щитоподібними раками або щитоподібними рачками. Щитні мають три ока, міцний щиток-панцир, що покриває спину та очі, 70 пар ніг.

## Родичі та викопні згадки
Рід Щитнів можна відрізнити від єдиного іншого роду Notostraca, Lepidurus, за формою тельсона (кінець "хвоста"), який у Щитнів несе лише пару довгих, тонких каудальних відгалужень, тоді як Lepidurus також має центральний пластинчастий відросток. Лише через 24 години після вилуплення вони вже нагадують мініатюрні версії дорослої форми.
Щитнів іноді називають "живими викопними", оскільки скам'янілості, що відносяться до цього роду, були знайдені в гірських породах Кам'яновугільного періоду, за оцінками, 300 мільйонів років тому, і один з існуючих видів, Triops cancriformis (Щитень літній), майже не змінився з Юрського періоду ( приблизно 180 мільйонів років тому).
Щитнів можна знайти в Африці, Австралії, Азії, Південній Америці, Європі (включаючи Велику Британію) та в деяких районах Північної Америки, де є пригожий клімат. Деякі яйця залишаються невилупленими від попередньої групи і вилуплюються, коли дощ насичує територію. Щитні часто зустрічаються у весняних водоймах.

## Екологія
Щитні зазвичай живуть в невеликих тимчасових водоймищах, практично весь час плаваючи черевною стороною донизу. Однак нестача кисню може примусити їх плавати на спині поблизу поверхні води, оскільки щитні дихають за допомогою зябер на ногах. Вони всеїдні. Споживають не тільки планктон, але й велику здобич, в тому числі червів, личинок мошок та навіть слабких пуголовків.
Коли водойми висихають протягом певної пори року, за відсутності дощів, дорослі особини вмирають під час цієї посухи, а яйця переходять у стан спокою, у якому можуть залишатися до 9 років, доки дощі не заповнять водойми знову, даючи змогу їм вилупитися.

## Життєвий цикл
Більшість видів цього роду розмножуються статевим шляхом, але в деяких популяціях переважають гермафродити, які виробляють внутрішньо запліднені яйця. Розмноження у T. cancriformis змінюється залежно від географічної широти, при цьому на півдні її ареалу домінує статеве розмноження, а на півночі - партеногенез.
Яйця щитнів у сухому стані продовжують діапаузу і будуть переносити температури до 98 °C протягом 16 годин, тоді як доросла людина не може витримувати температуру вище 34 °C протягом 24 годин або 40 °C протягом 2 годин. Діапауза також перешкоджає виведенню яєць занадто рано після дощу; водойма повинна наповнитися достатньою кількістю води, щоб стан спокою був порушений.

## Використання
Щитні вважаються союзниками людини проти вірусу Західного Нілу, оскільки особини споживають личинок комарів Culex. Вони також використовуються у біологічному захисті рослин в Японії, поїдаючи бур’яни на рисових полях. Для цієї мети особливо цінується Beni-Kabuto Ebi Albino як варіант T. cancriformis. У штаті Вайомінг (США) наявність T. longicaudatus, як правило, свідчить про великі шанси на вилуплення жаб виду Лопатоноги.
Сушені яйця T. longicaudatus продаються в наборах для вирощування як домашні тварини в акваріумі, продаються під назвою "аквазаври", "трикутники" або "тріопи". Серед ентузіастів також поширений Т. cancriformis. Інші види, які часто зустрічаються в неволі, включають T. australiensis, T. newberryi та T. granarius. Червоні (альбіноси?) Форми T. longicaudatus та T. cancriformis також досить поширені серед ентузіастів і стали предметом численних відеороликів на YouTube.
Щитнів часто тримають в акваріумах і годують дієтою, що складається в основному з моркви, гранул креветок та сушених креветок. Часто їм також дають живих креветок і дафнію як живу здобич. Оскільки вони можуть харчуватися майже чим завгодно, їх також годують обіднім м’ясом, крекерами, картоплею тощо
Вони також будуть харчуватися випасом водоростей та детриту з дна та боків резервуару, а також дрібними частинками, що прилипають до губчастих фільтрів або кулькам моху Марімо, які часто культивують поряд з Щитнями.